# Otto y Fritz

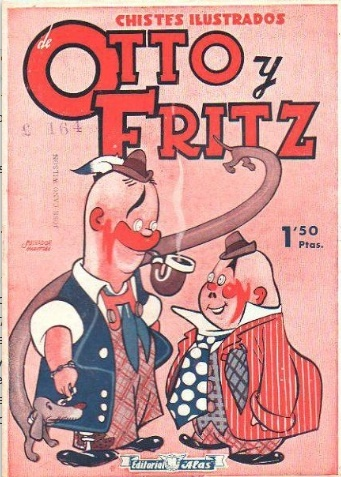
Publicación española que recogía muchos de estos chistes, ilustrados en este caso por Salvador Mestres.

Personajes de caricatura humorística, basan su humor en literalidades ingenuas y absurdas.
La típica estructura del chiste, se arma como un diálogo entre los dos personajes, que efectúan una observación de algo que esta sucediendo, o la solución a un problema o imprevisto que experimentan. Se caracterizan por tomar al pie de la letra lo que les dicen y por las simplezas absurdas al abordar la realidad o las soluciones para dicha realidad.

### El chiste más conocido, ingenuo y eternamente vigente: "El sillón de Don Otto"
Don Otto le dice a Fritz que descubrió a su mujer con un amante en el sillón de su casa.
le advierte que no aceptará estos hechos y que buscará una solución drástica.
días después Fritz le pregunta a Don Otto que hizo para resolver el engaño.
Don Otto, muy ufano, le dice "Problema resuelto: Vendí el sillón".
Otto y Fritz, representan una pareja de amigos inmigrantes de origen alemán, que son los personajes de una serie de chistes de Latinoamérica y España. En Argentina se les llama Otto y Hans.
Otto y Fritz aparentemente existieron en Chile y al parecer eran dos hermanos, Otto y Federico (Fritz) Scheuch Geisse. Otto y Fritz venían de una familia alemana que llegó a Puerto Montt con la inmigración gestionada por Vicente Pérez Rosales. Durante su juventud se fueron a trabajar a Illapel a la mina de su tío Geisse, actualmente en el cementerio de esta ciudad (Illapel) está situada su sepultura , y desde allá fundaron la Cervecería Scheuch. Se hicieron conocidos en la zona por sus locuras y por ser una imagen caricaturesca de como eran los alemanes (ojos y pelo claro, fanáticos de la cerveza, etc.).    
Hoy en día los fanáticos de las historietas hacen visitas a sus tumbas que se encuentran en el cementerio de Illapel.

## Trayectoria
Las situaciones absurdas y las historias de humor que inspiraron, se inician al parecer en la América Latina de comienzos de los años 1900, y son una forma de sojuzgar a los extranjeros con acentos más fuertes o difíciles de entender,y por ello son asociados a estereotipos negativos, basado en un juicio de valor.
Tal fue popularidad de los chistes de Otto y Fritz en Chile, que fray Pedro Subercaseaux, bajo el seudónimo de Lustig, crea una tira cómica en la revista Zig-Zag en 1905. Su personaje Federico Von Pilsener sirve como una forma satírica de analizar la realidad de esa época.
Durante la Primera Guerra Mundial, en la prensa aliada abundan las caricaturas y los chistes donde sus dos protagonistas son Otto y Fritz, arquetipo de los alemanes.
Durante la Segunda Guerra Mundial, Otto y Fritz vuelve a ser utilizados en la propaganda antigermana.
En la España cercana a Alemania, durante la SGM y tras 1945 los personajes Otto y Fritz se convierten en omnipresentes, con un componente grande de crítica a los alemanes, cabezas cuadradas. Incluso existieron publicaciones periódicas dedicadas a Otto y Fritz.
Los chistes de Otto y Fritz eran muy simples y se podían contar mientras se hacía cola en cualquier sitio, por mucha gente que podía escucharlo. Ningún policía encontraba motivos para encontrar algo negativo contra el régimen imperante.
Otra ventaja que tenían los chistes de Otto y Fritz y era que al ser tan simples, cualquiera podía inventar un chiste sobre ellos y decir: ¿Sabes el último chiste de Otto y Fritz? y soltarlo ya que siempre encontraba público agradecido por escuchar algo nuevo sobre Otto y Fritz, por estúpido que fuese.

### Ejemplo de un chiste de Otto y Fritz (con imitación de acento alemán)
Otto und Fritz van al supegmegkado.
Fritz compgró un kilo de chukgrut
y Otto kilo de chukgrut.
- Datos: Q6054760
- Multimedia: Otto y Fritz / Q6054760